# التطريز (مجلة)
كانت مجلة التطريز مجلة فصلية تصدرها الشركة المصنعة لخيوط التطريز بيرسال وشركاه ومقرها لندن وشركة أولد بليتش للكتان في أيرلندا، بدءًا من عام 1922 واستمرت حتى عام 1939. تضمنت القضايا مجموعة متنوعة من أنواع المواد ، بما في ذلك التصاميم الحالية ، ومعلومات عن التطريز من بلدان مختلفة ، ومقالات حول المنسوجات أو المجموعات التاريخية ، وتقنيات التطريز المختلفة.كانت معظم الرسوم التوضيحية بالأبيض والأسود ، ولكن كانت تُطبع اللوحات بالألوان. استعرضت التطريز أيضًا معروضات التطريز الحالية والكتب حول هذا الموضوع. تكلفتها شلن واحد لكل نسخة ، ويمكن الحصول عليها عن طريق الاشتراك. كما تم نشر مجموعات من المقالات من فترات من الإصدارات ("أجزاء")، وحررتها السيدة ج. د. رولستون.على سبيل المثال ، تم نشر المجلد الثاني من المقالات التي تم جمعها في عام 1925 ، وتضمن مواد من الأجزاء 9 إلى 16.
نشرت التطريز مقالات لجيل جديد من معلمي التطريز الذين كانوا يقودون الطريق في إضافة الحداثة والإبداع الشخصي في الخياطة. كانت المؤلفة الشهيرة لكتب التطريز لويزا بيسيل من المساهمين في المجلة.في العدد رقم 9، 1924، قدمت هذه النصيحة: "اللون أم الخياطة، أيهما سيكون الأكثر غلبة؟ … يجب استخدام تقنية معقدة أو تلوين بسيط أو أحادي اللون، ولكن إذا كان التلوين متعدد الألوان، فإن أكبر قدر من البساطة والتوحيد للغرز كان ضروريا. كان لدى مارغيت فوستر, التي أنشأت خياطة ويسيكس,مقال في قضية التطريز لاقم 50, 1934,حيث قدمت تعليمات لهذه التقنية. كما نشرت المشتغلة بالإبرة المشهورة آن ماكبث مقالات في المجلة.